# Marie-Jo Lafontaine

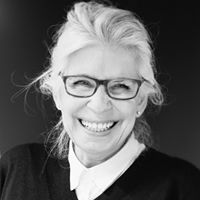
Marie-Jo Lafontaine

Marie-Jo Lafontaine (Antwerpen, 1950) is een Belgische beeldend kunstenares, fotografe en videokunstenares.

## Levensloop
Lafontaine studeerde aan het Hoger Instituut La Cambre in Brussel (1975-1979).
Ze behaalde de Prix Jeune Peinture Belge (1977), werd geselecteerd voor de documenta in Kassel met Larmes d'Acier (1987), functioneerde als Vlaams Cultureel Ambassadeur (1998), maakte een kunstwerk voor het Paleis van Justitie in Bonn en voor de luchthaven van Stockholm, ontwierp een reeks postzegels voor de Belgische Post (2001), deed de scenografie voor Fidelio in de Opera van Nancy (2001) en verzorgde de videoprojecties op de wolkenkrabbers van Frankfurt tijdens de openingsceremonie van de Wereldbeker voetbal (Duitsland, 2006).

## Tentoonstellingen
Lafontaine had 
- een ruime expositie in Parijs (Galerie nationale du Jeu de Paume, 1999);
- een overzichtstentoonstelling in Angers (2007);
- Come to me in de Brusselse Botanique (december 2008 - februari 2009), haar eerste grote tentoonstelling in de Belgische hoofdstad, de stad waar ze zelf woont (Schaarbeek) en werkt.